# Mesochorus rilaensis
Mesochorus rilaensis là một loài tò vò trong họ Ichneumonidae.